# Динамо-2 (футбольный клуб, Москва)
«Динамо-2» — российский футбольный клуб из Москвы, в 1992—1997 годах назывался «Динамо»-д. Является фарм-клубом (дублирующий состав) московского «Динамо» и принимает участие в первенстве России среди команд мастеров. Лучшее достижение — 3-е место во втором дивизионе (1998). Двукратный победитель зонального турнира третьей лиги (1996, 1997).

## История
В советское время команда «Динамо-2» («Динамо-II») играла в чемпионате Москвы. Принимала участие в розыгрышах Кубка СССР 1936, 1937, 1938 (неявка), 1944, 1952, 1953, 1954 годов.
Дублирующий состав московского «Динамо» участвовал в турнире дублёров команд высшей лиги СССР, неоднократно становясь победителем и призёром соревнований (последний раз — в 1988 году — 1-е место).
С образованием чемпионата России команда «Динамо»-д была заявлена во вторую лигу. В 1994—1997 годах в связи с реорганизаций системы российских лиг играла в третьей лиге (без права повышения в классе). С 1998 года, вновь вследствие реорганизации лиг, принимала участие во втором дивизионе, причём под названием «Динамо»-2.
В 2001 году был образован турнир дублёров для команд высшего дивизиона, и дублирующий состав «Динамо», как и остальные подобные команды, из второго дивизиона перешёл туда, где в 2002 и 2003 годах становился победителем турнира, также трижды побеждал и два раза становился призёром в заменившем с 2008 года турнир дублёров молодёжном первенстве.

### Возрождения команды
В 2016 году в связи с вылетом основной команды из РФПЛ, клубом было принято решение о преобразовании молодёжной команды московского состава «Динамо» в «Динамо-2», которое было заявлено на сезон-2016/17 во второй дивизион (Первенство ПФЛ, зона «Запад»). Там «Динамо-2» заняло 4-е место. По итогам сезона в ФНЛ основная команда вернулась в Премьер-лигу, а «Динамо-2» прекратило существование по финансовым причинам. Весь тренерский штаб во главе с главным тренером Дмитрием Хохловым и частью футболистов перешли в молодёжный состав.
В 2020 году команда заявилась в Первенство ПФЛ 2020/21 в целях получения практики выпускниками динамовской академии на профессиональном уровне. При этом, тренерский штаб и административный персонал перебрался из молодёжной команды ФК «Динамо», ставшей победителем молодёжного первенства 2019/20.

## Статистика выступлений
| Год     | Дивизион/лига                       | Дивизион/лига    | Место    | И  | В  | Н  | П  | М      | О  |
| ------- | ----------------------------------- | ---------------- | -------- | -- | -- | -- | -- | ------ | -- |
| 1992    | Вторая лига                         | зона 3           | 7 из 21  | 40 | 20 | 10 | 10 | 77-49  | 50 |
| 1993    | Вторая лига                         | зона 4           | 11 из 22 | 42 | 16 | 9  | 17 | 89-80  | 41 |
| 1994    | Третья лига                         | зона 3           | 4 из 24  | 46 | 26 | 13 | 7  | 122-67 | 65 |
| 1995    | Третья лига                         | зона 3           | 5 из 23  | 44 | 27 | 5  | 12 | 102-56 | 86 |
| 1996    | Третья лига                         | зона 3           | из 20    | 38 | 28 | 6  | 4  | 67-27  | 90 |
| 1997    | Третья лига                         | зона 3           | из 21    | 40 | 31 | 4  | 5  | 84-24  | 97 |
| 1998    | Второй дивизион                     | зона «Запад»     | из 21    | 40 | 22 | 9  | 9  | 66-37  | 75 |
| 1999    | Второй дивизион                     | зона «Запад»     | 8 из 20  | 38 | 17 | 8  | 13 | 56-38  | 59 |
| 2000    | Второй дивизион                     | зона «Запад»     | 17 из 19 | 36 | 9  | 8  | 19 | 46-65  | 35 |
|         |                                     |                  |          |    |    |    |    |        |    |
| 2016/17 | ПФЛ                                 | группа «Запад»   | 4 из 14  | 26 | 13 | 4  | 9  | 38-25  | 43 |
|         |                                     |                  |          |    |    |    |    |        |    |
| 2020/21 | ПФЛ                                 | группа 2         | 4 из 16  | 30 | 17 | 7  | 6  | 63-37  | 58 |
| 2021/22 | ФНЛ-2                               | группа 2         | 8 из 21  | 32 | 14 | 10 | 8  | 58-37  | 52 |
| 2022/23 | Вторая лига                         | группа 2         | 17 из 22 | 30 | 11 | 6  | 13 | 48-44  | 39 |
| 2023    | Вторая лига, дивизион «Б»           | группа 2         | 4 из 18  | 17 | 9  | 3  | 5  | 30-23  | 30 |
| 2024    | Вторая лига, дивизион «Б»           | группа 2         | 1 из 16  | 30 | 22 | 4  | 4  | 66-28  | 70 |
| 2024/25 | Вторая лига, дивизион «А», 2-й этап | группа «серебро» | 4 из 10  | 18 | 8  | 2  | 8  | 23-24  | 26 |

1. 1 2 3  До 1995 года за победу назначалось 2 очка.
2. 1 2  Первенство проходило в два этапа, на втором этапе учитывалась часть матчей первого этапа. Приведены суммарные показатели в сыгранных матчах.

Команда «Динамо»-д два раза принимала участие в розыгрыше Кубка России: в сезонах 1992/93 (выход в 1/64 финала) и 1993/94 (1/128 финала).

## Главные тренеры
- 1992—1994 — Адамас Голодец
- 1995 — Николай Гонтарь
- 1996—1998 — Алексей Петрушин
- 1999 (до июня) — Виктор Зернов
- 1999 (с июня) — 2000 — Леонид Аблизин[5][6]
- 2016 — Сергей Чикишев
- 2017 — Дмитрий Хохлов
- 2020—2023 — Александр Кульчий
- с 2023 — Павел Алпатов

## Состав
| 40 | Флаг России | Вр  | Курбан Расулов        | 2006 |  |  |  |  |  |
| 76 | Флаг России | Вр  | Илья Купцов           | 2002 |  |  |  |  |  |
| 85 | Флаг России | Вр  | Денис Давыдов         | 2004 |  |  |  |  |  |
|    |             |     |                       |      |  |  |  |  |  |
| 26 | Флаг России | Защ | Артём Бескибальный    | 2004 |  |  |  |  |  |
| 28 | Флаг России | Защ | Кирилл Исаев          | 2005 |  |  |  |  |  |
| 56 | Флаг России | Защ | Леон Зайдензаль       | 2004 |  |  |  |  |  |
| 59 | Флаг России | Защ | Иван Лепский          | 2005 |  |  |  |  |  |
| 79 | Флаг России | Защ | Максим Балахонов      | 2005 |  |  |  |  |  |
| 80 | Флаг России | Защ | Станислав Бессмертный | 2004 |  |  |  |  |  |
| 86 | Флаг России | Защ | Ричард Головачёв      | 2004 |  |  |  |  |  |
| 92 | Флаг России | Защ | Ян Цесь               | 2003 |  |  |  |  |  |
|    |             |     |                       |      |  |  |  |  |  |
| 21 | Флаг России | ПЗ  | Иван Зазвонкин        | 2004 |  |  |  |  |  |
| 22 | Флаг России | ПЗ  | Игорь Школик          | 2001 |  |  |  |  |  |
| 27 | Флаг России | ПЗ  | Руслан Шагиахметов    | 2003 |  |  |  |  |  |

| 30 | Флаг России | ПЗ  | Дмитрий Александров | 2006 |  |  |  |  |  |
| 41 | Флаг России | ПЗ  | Егор Назаренко      | 2005 |  |  |  |  |  |
| 52 | Флаг России | ПЗ  | Егор Смелов         | 2005 |  |  |  |  |  |
| 72 | Флаг России | ПЗ  | Андрей Мазурин      | 2001 |  |  |  |  |  |
| 81 | Флаг России | ПЗ  | Максим Александров  | 2002 |  |  |  |  |  |
| 83 | Флаг России | ПЗ  | Родион Подгузов     | 2004 |  |  |  |  |  |
| 88 | Флаг России | ПЗ  | Виктор Окишор       | 2006 |  |  |  |  |  |
| 96 | Флаг России | ПЗ  | Егор Акимов         | 2006 |  |  |  |  |  |
|    |             |     |                     |      |  |  |  |  |  |
| 32 | Флаг России | Нап | Ульви Бабаев        | 2004 |  |  |  |  |  |
| 37 | Флаг России | Нап | Дмитрий Малыгин     | 2003 |  |  |  |  |  |
| 38 | Флаг России | Нап | Александр Чупаёв    | 2004 |  |  |  |  |  |
| 61 | Флаг России | Нап | Александр Хубулов   | 2005 |  |  |  |  |  |
| 63 | Флаг России | Нап | Степан Обрывков     | 2004 |  |  |  |  |  |
| 69 | Флаг России | Нап | Денис Боков         | 2005 |  |  |  |  |  |

### Тренерский штаб
| Должность                  | Имя             |
| -------------------------- | --------------- |
| Главный тренер             | Павел Алпатов   |
| Ассистент главного тренера | Егор Васильев   |
| Ассистент главного тренера | Андрей Пригарин |
| Ассистент главного тренера | Кирилл Панченко |
| Тренер вратарей            | Сергей Котов    |
| Тренер по физподготовке    | Андрей Горбанец |
| Тренер-аналитик            | Сергей Бровий   |

## Рекорды
Самая крупная победа
- 10:1 — над «Химиком» (Дзержинск) (2021)

Самое крупное поражение
- 0:6 — от «Титана» (Реутов) (1992)

Наибольшее число матчей за команду в первенстве страны
- Андрей Дёмкин — 149 матчей (1993—1997).

Лучшие бомбардиры
- Сергей Артёмов — 71 гол (1996—2000)

## «Динамо-II», «Динамо-клубная», ЛФК «Динамо»
Также имеется информация об участии «Динамо-2» («Динамо-II») в розыгрышах Кубка СССР 1936, 1937, 1938, 1944, 1952, 1953, 1954 годов, высшее достижение — выход в 1/8 финала в 1944 году.
Команда «Динамо-клубная» участвовала в первенстве СССР 1967, 1968 и 1969 годов в классе «Б» — в то время третьей по силе лиге союзного чемпионата (дважды — в 1967 и 1969 годах — занимала 1-е место в 7-й зоне РСФСР, в 1968 году заняла 3-е место в 7-й зоне РСФСР), а также Кубке СССР среди команд КФК (1964, 1965, 1968) и Кубке РСФСР среди команд КФК (1940, 1949). В 1940 году в Кубке РСФСР среди команд КФК приняла участие ещё и команда «Динамо-3», а в 1958, 1960 и 1961 годах — команда «Динамо» (19-й райсовет) Москва.
В сезонах 2003—2009 и 2011/12 в зоне «Москва» Первенства КФК/ЛФЛ/ЛФК, а также в 2005—2007 годах в Кубке Москвы принимал участие ЛФК «Динамо»/«Динамо-2»/«Динамо-мол.». В 2005 и 2007 годах выиграл кубок, в 2006 и 2007 годах занял 2-е место в первенстве.
В 2000 году в Первенстве КФК участвовала команда «Динамо-МГО-Мострансгаз».